# Leycesteria insignis
Leycesteria insignis är en kaprifolväxtart som beskrevs av Merrill. Leycesteria insignis ingår i släktet Leycesteria och familjen kaprifolväxter. Inga underarter finns listade i Catalogue of Life.